# ONE FC: Era of Champions
ONE FC: Era of Champions foi um evento de artes marciais mistas promovido pelo ONE Fighting Championship em 14 de junho de 2014 no Mata Elang International Stadium em Jakarta, Indonésia.

## Background
No evento principal, o trocador brasileiro dinâmico Adriano Moraes e o veterano do MMA japonês Kosuke "Rambo" Suzuki se enfrentaram em uma luta de moscas. Também, a estrela do MMA indonésio Fransino Tirta enfrentou o prospecto egípcio Sami Amin no co-evento principal.
O vencedor da luta de moscas entre Geje Eustaquio e Kentaro Watanabe irão enfrentar o vencedor de Adriano Moraes e Kosuke Suzuki pelo Título Peso Mosca Inaugural do ONE FC.

## Resultados
^ a: Pela vaga de desafiante n°1 pelo Título Peso Mosca.

## Ligações Externas
1. ↑  a[›]
2. ↑  a[›]